# Osornophryne sumacoensis
Osornophryne sumacoensis és una espècie d'amfibi que viu a l'Equador.